# ثيودور بي. ولز
ثيودور بي. ولز (بالإنجليزية: Theodore B. Wells)‏ هو مهندس معماري أمريكي، ولد في 1889، وتوفي في 1976.